# قائمة أعلام جنوب إفريقيا
تسرد هذه المقالة أعلام المستعمرات والدول المختلفة التي كانت موجودة في جنوب أفريقيا منذ عام 1652.

## نظرة عامة
استخدمت الأعلام التالية كعلم وطني لاتحاد جنوب أفريقيا وجمهورية جنوب أفريقيا:
| العلم | التاريخ                       | الوصف |
| ----- | ----------------------------- | --- |
|       | 1910–1912                     | الراية البريطانية الحمراء مع شعار اتحاد جنوب أفريقيا. |
|       | 1912–1928                     | الراية البريطانية الحمراء مع شعار اتحاد جنوب أفريقيا على دائرة بيضاء. |
|       | علم جنوب أفريقيا1928–1994     | ثلاث أشرطة أفقية من البرتقالي والأبيض والأزرق مع ثلاثة أعلام صغيرة (علم المملكة المتحدة، والنسخة الرأسية لعلم دولة البرتقال الحرة في الوسط وعلم جمهورية الجنوب الأفريقي إلى اليمين) متمركزة في الشريط الأبيض. |
|       | علم جنوب أفريقيا1994–حتى الآن | شريط أحمر في الأعلى وأزرق في الأسفل ينفصلان عن اللون الأخضر بشريط أبيض من الأعلى والاسفل، ويظهر اللون الأخضر شكل واي (Y) ة يفصل بين اللون الأخضر والأسود لون برتقالي على شكل ڤي (V) معكوسة                    |

## التاريخ

### الأعلام التاريخية (1652-1928)
| العلم | التاريخ                         | المستخدم                 |
| ----- | ------------------------------- | ------------------------ |
|       | 1839–1843                       | جمهورية ناتاليا          |
|       | 1857–1902                       | أورانج فري ستيت          |
|       | 1857–1974، 1875–1977، 1881–1902 | جمهورية أفريقيا الجنوبية |
|       | 1874–1875                       | جمهورية أفريقيا الجنوبية |
|       | 1875–1910                       | مستعمرة ناتال            |
|       | 1876–1910                       | مستعمرة كيب              |
|       | 1883–1885                       | State of Goshen ‏         |
|       | 1883–1885                       | Stellaland ‏              |
|       | 1884–1888                       | Nieuwe Republiek ‏        |
|       | 1890–1891                       | Klein Vrystaat ‏          |
|       | 1902–1910                       | Orange River Colony ‏     |
|       | 1904–1910                       | Transvaal Colony ‏        |
|       | 1910–1912                       | اتحاد جنوب أفريقيا       |
|       | 1912–1951                       | اتحاد جنوب أفريقيا       |

### العلم الوطني (1928-1994)
بعد عشر سنوات من الجدل السياسي وافق البرلمان على العلم في عام 1927، ورفعه لأول مرة في 31 مايو 1928. ظل العلم دون تغيير عندما أصبحت جنوب أفريقيا جمهورية في 31 مايو 1961.
| العلم | التاريخ   | الاستخدام                    |
| ----- | --------- | ---------------------------- |
|       | 1928–1982 | جمهورية / اتحاد جنوب افريقيا |
|       | 1982–1994 | جمهورية جنوب أفريقيا         |

### أعلام الدول (1966-1994)
كان لدى الدول التي انشئت داخل اتحاد جنوب افريقيا في ظل نظام الفصل العنصري، أعلام خاصة بها، وكانت كانجواني الدولة الوحيدة التي استخدمت العلم الوطني لجنوب أفريقيا. لم تعد تستخدم هذه الأعلام عندما أعادت جنوب أفريقيا دمج تلك الدول في 27 أبريل 1994.
| العلم | التاريخ   | الاستخدم     |
| ----- | --------- | ------------ |
|       | 1966–1994 | Transkei ‏    |
|       | 1973–1994 | بوبوتتسوانا  |
|       | 1973–1994 | سيسكي        |
|       | 1973–1994 | Gazankulu ‏   |
|       | 1973–1994 | فندا         |
|       | 1974–1994 | Lebowa ‏      |
|       | 1975–1994 | كوا كوا      |
|       | 1977–1985 | KwaZulu ‏ (1) |
|       | 1982–1994 | KwaNdebele ‏  |
|       | 1985–1994 | KwaZulu ‏ (2) |

### الأعلام الرياضية (1992-1994)
نتيجة للمقاطعة الرياضية لجنوب إفريقيا بسبب سياسة الفصل العنصري، لم تشارك جنوب إفريقيا في الألعاب الأولمبية بين عامي 1964 و 1988. وأعيد قبول الدولة في الألعاب الأولمبية في عام 1991. نتيجة لنزاع حول العلم والنشيد الوطني، شارك الفريق في الألعاب الأولمبية الصيفية لعام 1992 تحت علم رياضي مصمم خصيصًا. ويتكون العلم من حقل أبيض وشريطين برماديان، والذي يمثل الثروة المعدنية للبلاد، وثلاثة شرائط من الأزرق والأحمر والأخضر، والتي تمثل البحر والأرض والزراعة، والحلقات الأولمبية. تضمن العلم الذي استخدم في دورة الألعاب الأولمبية الشتوية لعام 1994 حلقات أولمبية محاطة بأغصان الزيتون، مع اسم الدولة أعلاه.

اُستخدام العلم لتمثيل فريق جنوب أفريقيا في دورة الألعاب الأولمبية الصيفية 1992
استخدم العلم لتمثيل فريق جنوب إفريقيا في دورة الألعاب الأولمبية الشتوية 1994

### العلم الوطني (1994 حتى الآن)

العلم الحالي

أعيد تشكيل جنوب أفريقيا كدولة ديمقراطية في عام 1994. وقد جعل الارتباط الطويل للعلم السابق مع حقبة الفصل العنصري غير مقبول للنظام الجديد، ولذلك صمم علم جديد. وافق عليه المجلس التنفيذي الانتقالي في 20 مارس 1994 ورفع رسميًا بعد أسبوع، في 27 أبريل 1994.
المفترض من العلم الجديد أن العلم الجديد مؤقتًا، لكنه أثبت شعبيته حيث أنه عندما وضع الدستور النهائي في عام 1996، أصبح العلم الدائم.

## الأعلام الحكومية

حاكم مستعمرة كيب، 1876-1910
حاكم مستعمرة ناتال، 1905–1907
حاكم مستعمرة أورانج ريفر، 1902-1910
حاكم مستعمرة ترانسفال، 1904-1910
المفوض السامي للجنوب الأفريقي، 1907-1931
المفوض السامي للجنوب الأفريقي، 1931-1968
الحاكم العام لجنوب أفريقيا، 1910-1931
الحاكم العام لجنوب أفريقيا، 1931-1952
رئيس الدولة في جنوب أفريقيا، 1961-1984
رئيس الدولة في جنوب أفريقيا، 1984-1994

## الأعلام العسكرية

### قوات الدفاع الجنوب أفريقية
- 1981–1994
- 1947–1981

### القوات الدفاعية الوطنية الجنوب أفريقية
- 2003–حتى الان
- 1994–2003

### وزارة الدفاع الوطني
- قسم العمليات المشتركة
- قسم المحاربين العسكريين

### جيش جنوب أفريقيا
- 1951–1973
- 1973–1994
- 1994–2002
- 2002–2003
- 2003–حتى الان

### سلاح الجو الجنوب أفريقي

1920-1940
1940-1951
1951-1958
1958-1967
1967-1970 (وُافق عليه ولكن لم يستخدم)
1970-1981
1981-1982
1982-1994
1994-2003
2003 حتى الآن

### بحرية جنوب أفريقيا

1922-1946
1946-1951
1951-1952 (تمت لموافقة عليه ولكنه لم يستخدم)
1952-1959
1959-1981
1981-1994
1981-1994
1994 حتى الآن

## أعلام الشرطة

علم شرطة جنوب أفريقيا
علم دائرة الشرطة جنوب أفريقيا

## أعلام المقاطعات

### 1910–1994
بين 1910 و 1994، قسمت جنوب أفريقيا إلى أربع محافظات، مقاطعة الكاب، ناتال، أورانج الحرة وترانسفال. وكان لهذه المقاطعات شعارات ولكن ليس أعلام خاصة.

### 1994 إلى الوقت الحاضر
في أبريل 1994، قسمت جنوب أفريقيا إلى تسع مقاطعات. مُنحت كل مقاطعة منها شعار نبالة. حاليًا مقاطعة واحدة فقط تمتلك علماً وهي مبومالانجا وذلك في فبراير 1996. المقاطعات الثماني الأخرى تمثل بلافتات بيضاء عليها شعارات النبالة.

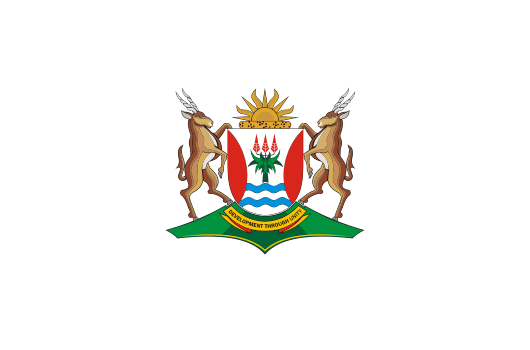
راية كيب الشرقية
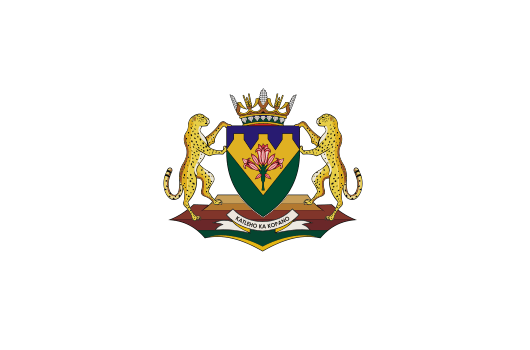
راية مقاطعة الولاية الحرة
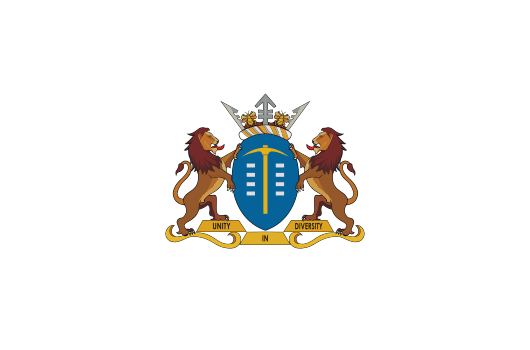
راية خاوتينغ
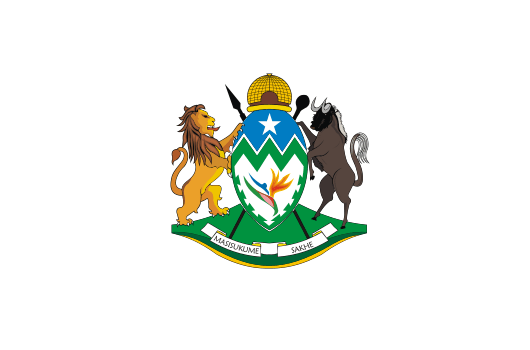
راية كوازولو ناتال
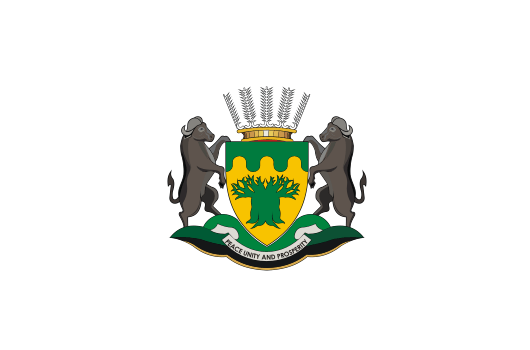
راية ليمبوبو
علم مبومالانجا
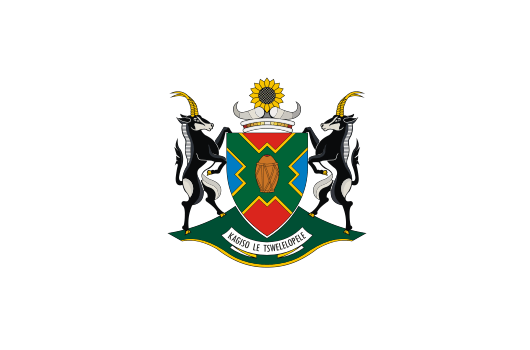
راية المقاطعة الشمالية الغربية
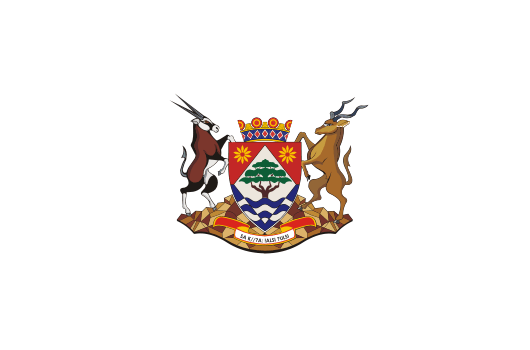
راية كيب الشمالية
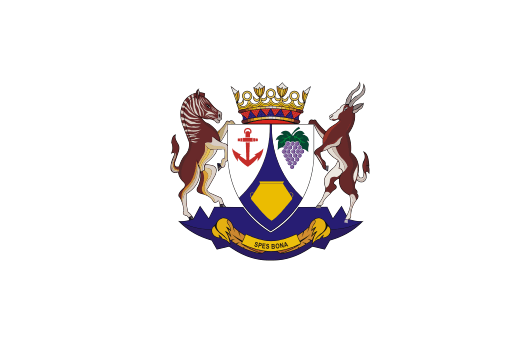
راية كيب الغربية

### الأعلام المقترحة في العشرينيات

## الأعلام المقترحة

### الأعلام المقترحة في التسعينيات

#### لجنة الرموز الوطنية
اقترحت لجنة الرموز الوطنية ستة تصاميم في أكتوبر 1993.

#### استوديوهات التصميم الجرافيكي
اقترحت مجموعة من استوديوهات التصميم الجرافيكي العديد من تصميمات العلم في نوفمبر 1993.

#### لجنة العمل الفنية المشتركة
قامت لجنة العمل الفنية المشتركة بوضع 5 تصاميم في القائمة المختصرة في فبراير 1994. كما اُقتراح تصميم آخر من قبل المؤتمر الوطني الأفريقي بناءً على تصميم في القائمة المختصرة في أكتوبر 1993. وتمت الموافقة على الاقتراح 4، الذي صممه فريدريك براونيل.
